# الليلة الأطول
الليلة الأطول (بالإسبانية: La mala noche)‏ هو فيلم درامي إكوادوري لعام 2019 من إخراج غابرييلا كالفاتشي. تم اختياره باعتباره أفضل فيلم روائي طويل دولي في حفل توزيع جوائز الأوسكار الـ 92، لكن لم يتم ترشيحه.

## روابط خارجية
- الليلة الأطول على موقع IMDb (الإنجليزية)
- الليلة الأطول على موقع قاعدة بيانات الفيلم (الإنجليزية)
- الليلة الأطول على موقع ليتربوكسد (الإنجليزية)
- الليلة الأطول على موقع كينوبويسك (الروسية)